# رئوس مطالب موضوعات ال‌جی‌بی‌تی
این نوشتار فهرست‌بندی اصطلاحات و مفاهیم مربوط به ال‌جی‌بی‌تی برای راهنمایی و مرور است.

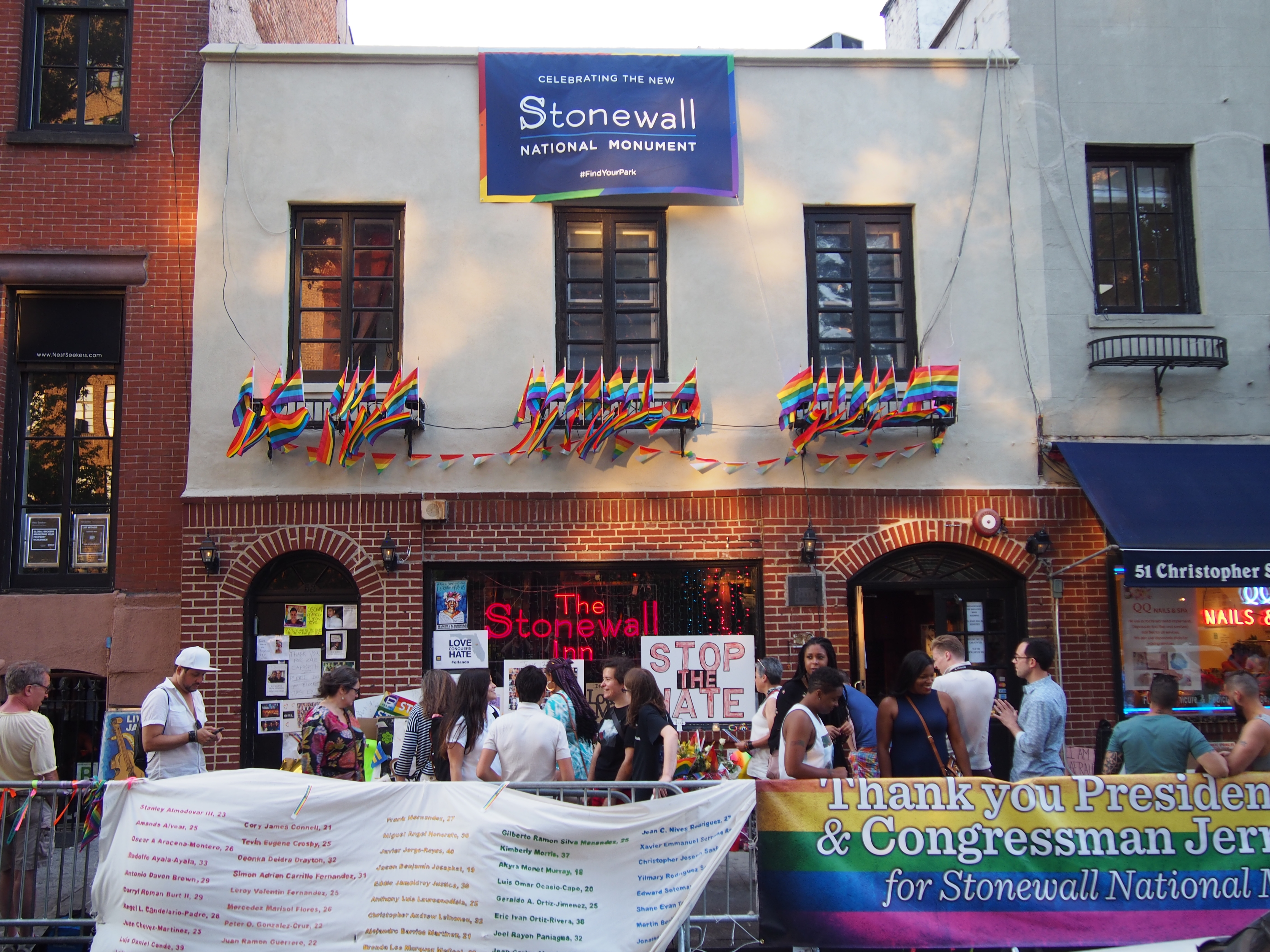
بار استون‌وال در دهکده‌ای از نیویورک است که در سال ۱۹۹۹ در فهرست ملی مکان‌های تاریخی ایالات متحده آمریکا ثبت شد. بار استون‌وال محل وقوع شورش‌های استون‌وال است. شورش‌هایی که آغازگر جنبش حمایت از حقوق همجنس‌گرایان دانسته می‌شود.

## رفتار جنسی
- کشش جنسی
- میل جنسی
  - میل جنسی در انسان
    - تنوع جنسی
    - گرایش‌های جنسی زنانه
    - گرایش‌های جنسی مردانه
- گرایش جنسی
  - انواع
    - تک‌جنس‌گرایی
      - همجنس‌گرایی
      - دگرجنس‌گرایی

    - دوجنس‌گرایی
    - چندجنس‌گرایی
    - همه‌جنس‌گرایی
    - بی‌جنس‌گرایی

  - موضوعات جانبی
    - گرایش جنسی آن‌من‌ناپذیر
    - گرایش جنسی و محیط
    - گرایش جنسی و زیست‌شناسی
    - جمعیت‌شناسی گرایش جنسی

  - سیالیت جنسی
    - کنجکاو-دوگانه

## هویت
- کوئیر
- هویت جنسی
  - دگرجنس‌گرا
  - نادگرجنس‌گرایی
    - همجنس‌گرایی
      - همجنس‌گرایی زنانه
      - همجنس‌گرایی مردانه

    - دوجنس‌گرا
    - چندجنس‌گرا
    - همه‌جنس‌گرا
    - بی‌جنس‌گرا
    - کنجکاو-دوگانه
- هویت جنسیتی
  - زن
  - مرد
  - غیردودویی
  - جنسیت سوم
- جنسیت
  - هم‌سوجنسی
  - تراجنسیتی
    - زن ترنس
    - مرد ترنس
    - غیردودویی
    - تراجنسی
- جنس
  - مذکر
  - مؤنث
  - بیناجنس

## احساس
- گرایش احساسی

## اصطلاحات
- آشکارسازی
- مبدل‌پوشی
  - دگرجنس‌پوشی
  - زن‌پوش
  - مردپوش
- نقش جنسیتی
  - مردی
  - زنی
- بیان جنسیت
  - مردانگی
  - زنانگی
  - آندروجینی
- هم‌جنس‌کامگی

## فعالیت
- مردان مردآمیز
- زنان زن‌آمیز
- اعمال جنسی مردان همجنسگرا
- اعمال جنسی زنان همجنسگرا

## جامعه
- رژه دگرباشان جنسی
- حقوق دگرباشان در کشورهای گوناگون
- سرپرستی فرزند توسط همجنس‌گرایان
- فرزندآوری دگرباشان جنسی
- ازدواج همجنس
- جنبش‌های اجتماعی دگرباشان جنسی

## ایران
- حقوق دگرباشان در ایران
- حقوق افراد ترنس در ایران
- تاریخ دگرباشی در ایران

## زبان
- زبان‌شناسی لاوندر
- اصطلاحات دگرباشان جنسی

## فرهنگ
- جامعه دگرباشان جنسی
- جنبش‌های اجتماعی دگرباشان جنسی
- نمادهای دگرباشان
- بار همجنس‌گرایان
- آیکان همجنس‌گرایی
- افتخار به همجنسگرایی
- رژه دگرباشان جنسی
- محله همجنس‌گرایان
- گی‌دار

## تاریخ
- تاریخ دگرباشی
- شاهدبازی
- همجنس‌گرایی در یونان باستان
- جنبش آزادی گی
- شورش‌های استون‌وال
- جدول زمانی تاریخ دگرباشی

## دین
- تراجنسیتی و دین
- دین و همجنس‌گرایی
  - یهودیت و همجنس‌گرایی
- لواط
- مساحقه

## سلامت
- همجنس‌گرایی و روان‌شناسی
- مراقبت سلامت و جامعه دگرباشان جنسی
- روان‌درمانی حمایت‌کننده از همجنس‌گرایان
- گرایش جنسی و زیست‌شناسی
- گرایش جنسی و محیط
- کاهش ایمنی مرتبط با همجنس‌گرایی

## مباحث ضد ال‌جی‌بی‌تی
- تبعیض بین افراد مبتلا به اچ‌آی‌وی/ایدز
- شعارهای ضد دگرباشی
- خشونت علیه افراد دگرباش جنسی
- گرایش جنسی آن‌من‌ناپذیر
- دگرجنس‌گراهنجاری
- دگرجنس‌گراسالاری
  - همجنس‌گراهراسی
  - لزبین‌هراسی
  - دوجنس‌گراهراسی
- تراجنسیت‌هراسی

## فهرست‌های دیگر
- فهرست موضوعات مربوط به تراجنسیتی
- فهرست افراد تراجنسیتی
- فهرست فیلم‌های مربوط به دگرباشان جنسی
- فهرست روزهای آگاهی دگرباشان جنسی